# Steve Biko
Steve Biko, teljes nevén Bantu Stephen Biko (King William's Town, 1946. december 18. – Pretoria, 1977. szeptember 12.) dél-afrikai apartheidellenes aktivista, a Fekete Öntudat Mozgalom (Black Consciousness Movement) alapítója. Alapítója és első elnöke volt a South African Students' Organisation (SASO) elnevezésű fekete diákszervezetnek, melynek SASO Newsletter című kiadványában rendszeresen publikált Frank Talk álnéven.
1977 augusztusában a rendőrség letartóztatta, néhány héttel később – a fogdában történt bántalmazások következményeként – agyvérzésben halt meg.

## Korai évek
1946. december 18-án született a Dél-afrikai Unió Keleti Tartományában (ma Kelet-Fokföld), valószínűleg King William's Townban, bár egyes források más településeket neveznek meg szülőhelyeként. A Biko család harmadik gyermeke négy éves volt, amikor édesapja, aki korábban rendőrként, majd hivatalnokként dolgozott, meghalt. Édesanyja kórházi szakácsként vállalt munkát, és egyedül nevelte fel gyermekeit.
Politikai aktivitása miatt korán összeütközésbe került a hatóságokkal: miután a középiskolából kizárták, a bentlakásos St. Francis College-ben tanult, majd 1966-tól a University of Natal Medical School hallgatója lett. Itt aktívan részt vett a National Union of South African Students (NUSAS) elnevezésű, a fekete lakosság jogainak kiterjesztését támogató, multietnikus diákszervezet tevékenységében. Hamar kiábrándult azonban a NUSAS ideológiájából, mivel úgy vélte, hogy nem elég, ha csak egyszerűen megengedik a feketéknek, hogy részesei legyenek a fehér dél-afrikaiak társadalmának, hanem magának a társadalomnak kéne átalakulnia a fekete többség kultúrája mentén.

## A Fekete Öntudat Mozgalom
1969 júliusában a South African Students' Organization (SASO) alakuló ülésén megválasztották a tisztán fekete tagságú, fő célkitűzéseként az apartheid ellen küzdő szervezet első elnökének. Biko szerint a szervezet létrehozásának célja, hogy megmutassa a középutat a NUSAS-szal minden kapcsolatot elutasító fekete militánsok, valamint az új szervezetet a rasszok közötti együttműködés elutasításaként értelmező liberális fehér diákok politikája között. Biko kiemelte, hogy a SASO nem kíván nemzeti diákszervezetként a NUSAS helyébe lépni, de elutasítja a nyilvánvaló kettősséget a szervezet tagjainak elvei és tettei között. (A NUSAS 1967. évi konferenciáján – a törvény előírásainak megfelelően – külön étkeztek, és külön szálláshelyen laktak a fehér és a színes bőrű résztvevők.)
Frank Talk álnéven rendszeresen publikált a SASO által képviselt fekete öntudat filozófiájáról, ami mozgalommá terebélyesedve terjedt Dél-Afrika-szerte az egyetemekről a városi fekete közösségekbe. 1972-ben politikai tevékenysége miatt eltanácsolták az egyetemről. Még ebben az évben megalakult a Fekete Népi Egyezmény (Black People's Convention, BPC) nevű aktivista csoport, melynek Biko lett a vezetője. Végül ez a csoport vált az egyre népszerűbb Fekete Öntudat Mozgalom (Black Consciousness Movement, BCM) központi szervezetévé. A BPC 1972 decemberében 145 szervezet 1400 delegáltjának részvételével megtartott első nemzeti konferenciájának javaslata célként fogalmazta meg, hogy „az összes dél-afrikai fekete egyesüljön egyetlen politikai mozgalomban, mely a feketék pszichológiai és fizikai elnyomás alól történő felszabadulásának, és egyenjogúságuk elérésének módját keresi”.
Biko ezt követően teljes munkaidőben a BPC ifjúsági koordinátoraként tevékenykedett.
A Fekete Öntudat Mozgalom (több keresztény szervezettel együttműködve) 1972 januárjában közösségi tevékenységek szervezésébe kezdett Fekete Közösségi Programok (Black Community Programmes, BCP) néven. A programok célja Biko megfogalmazása szerint az volt, hogy megmutassa a fekete közösségeknek, hogy képesek a saját munkájukkal tenni a saját felemelkedésükért. Többek között egészségügyi központ és bőrfeldolgozó üzem is működött a Keleti Tartományban a programnak köszönhetően, átültetve a gyakorlatba a fekete öntudat eszmeiségét. A BCP vált egyúttal a BCM publikációs bázisává, az itt készült kiadványok a fekete közösségek megbízható információforrásává váltak, és segítették a pozitív önkép kialakulását. A falvakban végzett kutatások szerint a BCP programjainak köszönhetően a Keleti Tartományban javult a fekete lakosság fizikai kondíciója és önbecsülése is.

## Tiltás és letartóztatások
A Fekete Öntudat Mozgalom folyamatos jelenlétre tett szert az országban, ezért 1973 márciusában Biko – a mozgalom több más vezetőjével együtt – az apartheid rezsim tiltó listájára került, ami azt jelentette, hogy nem publikálhatott, nem tarthatott nyilvános beszédet, nem beszélhetett a sajtó képviselőivel, de még egy időben egynél több emberrel sem, valamint nem hagyhatta el Ginsberget (King William's Town elővárosa). A BCM ennek ellenére tovább növekedett, Biko létrehozta a kelet-fokföldi szervezetet, ahonnan segítette a Zanempilo klinika megalapítását, működtette a helyi irodát és az ösztöndíjközpontot is. A folyamatos rendőri felügyelet ellenére továbbra is részt vett a politikai tevékenységekben, és levelező tagozaton jogi tanulmányokba kezdett.
1975-ben létrehozta a Zimele Trust Fundot a politikai fogvatartottak és családjaik megsegítésére. A következő két évben négyszer tartóztatták le, és tartották fogva hónapokig bírósági ítélet nélkül.

## Barátsága Donald Woods-szal
A Fekete Öntudat Mozgalom megjelenésére számos fehér publicista reagált úgy, hogy az általa képviselt fekete szeparatizmus pontosan azt a fokozott faji szegregációt valósítaná meg, ami az apartheid rezsim célja. Ezek egyike volt Donald Woods, az East London-i székhelyű Daily Despatch szerkesztője, a NUSAS tiszteletbeli elnöke. Woods számos, a SASO-t és a BCM-et bíráló cikket publikált, ezért Biko elküldte hozzá Mamphela Ramphele-t, hogy mutassa be neki a mozgalom igazi természetét.
Woods a Zanempilo 1975 januári megnyitását követően találkozott először Bikóval, és szoros barátság alakult ki közöttük, az újságíró és családja a klinika gyakori vendégeivé váltak. Woods lehetővé tette, hogy Biko rendszeresen publikáljon a lapjában, de a cikkek – a tiltó határozat miatt – Mapetla Mohapi neve alatt jelentek meg. Mohapit később letartóztatták, és a fogva tartás ideje alatt megölték.

## Halála
1977. augusztus 17-én hajnalban Biko Fokvárosba utazott, hogy találkozzon a BCM ottani aktivistáival, de a találkozók – a fokvárosi vezetők visszakozása miatt – meghiúsultak. Biko és társa még aznap este hazaindultak, de Grahamstown határában egy úttorlasznál a rendőrök felismerték, mindkettejüket letartóztatták, és a belbiztonsági rendőrség Port Elizabeth-i központjába vitték, ahol a fogva tartásuk alatt súlyosan bántalmazták őket. Bikót szeptember 11-én meztelenül, megbilincselve egy rendőrségi teherautó hátuljában szállították a csaknem 1200 km távolságra lévő Pretoriába kórházi kezelés céljából, de másnap a kínzások okozta agyvérzés következtében meghalt.